# Lya Hubic
Lya Hubic, menționată uneori Lia Hubic, (n. 9 ianuarie 1911, Paleu, România – d. 16 februarie 2006, Cluj-Napoca, România) a fost o interpretă de operă și operetă (soprană) română.

## Biografie

### Educație
A urmat cursurile liceale la Liceul de Fete de la Beiuș și la Liceul din Satu Mare, apoi, între 1931-1936, cursurile Academiei de Muzică și Artă Dramatică din Cluj la canto și pedagogie, avându-i ca dascăli pe Lia Pop, Augustin Bena, Marțian Negrea, Mihai Andreescu-Skeletty, Ana Voileanu-Nicoară, și George Simonis.

### Activitate
A fost angajată la Opera Națională Română din Cluj, unde a debutat pe 3 octombrie 1936 în rolul Musetta din Boema de Giacomo Puccini. A cântat alături de Ana Roza Vasiliu, Aca de Barbu, Dan Bădescu, Petre Ștefănescu Goangă, Corneliu Fânățeanu, David Ohanesian ș.a. Până la pensionare (13 aprilie 1967), soprana, supranumită „privighetoarea Ardealului”, a susținut peste 2 000 de spectacole în țară și străinătate.
În repertoriul său, care a însumat 46 de eroine titulare în genul operei și operetei, se regăsesc rolurile: „Nedda” din Paiațe de Ruggiero Leoncavallo, „Micaela” din Carmen de Georges Bizet, „Adela” din Liliacul de Johann Strauss-fiul, „Olimpia” și „Antonia” din Povestirile lui Hoffmann de Jacques Offenbach, „Rosina” din Bărbierul din Sevilla de Gioacchino Rossini, „Norina” din Don Pasquale de Gaetano Donizetti, „Zerlina” din Don Giovanni de W.A. Mozart, „Violetta” din Traviata, „Gilda” din Rigoletto de Giuseppe Verdi, „Hanna Glawari” din Văduva veselă de Franz Lehár, „Christina” din Vânzătorul de păsări de Carl Zeller, „Cio-Cio-San” din Madama Butterfly de G. Puccini etc. 
A realizat numeroase înregistrări radio și la „Casa Electrecord” și trei CD-uri cu arii și duete. 
În paralel a fost conferențiar universitar la Facultățile de Muzică din Cluj și Brașov.

## Distincții și onoruri
A fost distinsă cu numeroase titluri, premii și decorații precum:
- Ordinul Meritul Cultural, 1946,
- Premiul de Stat al Republicii Populare Române, 1954,
- titlul de „Artist Emerit al Republicii Populare Romîne” (30 martie 1954) „pentru merite deosebite în activitatea artistică”[5]
- Ordinul Meritul Cultural clasa a III-a (12 septembrie 1968) „pentru merite deosebite în activitatea muzicală”[6]
- Ordinul național „Steaua României” în grad de cavaler, 2002,
- Doctor honoris causa al Academiei de Muzică Gheorghe Dima din Cluj-Napoca,
- Cetățean de onoare al orașului Cluj-Napoca, 1992.

A fost membru de onoare al Operei Naționale Române din Cluj-Napoca.
În 2003 a fost instituit, în onoarea artistei, Trofeul „Lya Hubic”, care va fi decernat unor personalități în domeniul artei lirice.
O stradă din Cluj poartă numele artistei.